# Cochlonema megaspirema
Cochlonema megaspirema är en svampart som beskrevs av Drechsler 1937. Cochlonema megaspirema ingår i släktet Cochlonema och familjen Cochlonemataceae.   Inga underarter finns listade i Catalogue of Life.